# 山口繁
山口 繁（やまぐち しげる、1932年〈昭和7年〉11月4日 - 2024年〈令和6年〉11月27日）は、日本の裁判官。位階は従二位、勲等は桐花大綬章。

## 人物
司法研修所所長、福岡高等裁判所長官、最高裁判所判事を歴任。裁判官事務総局勤務時代には懸案となっていた簡易裁判所の統廃合に尽力して100ヶ所以上減らした。
1997年10月に最高裁判所長官（第14代）に就任。長官在任中に、1998年の寺西判事補事件では1998年12月1日に長官として裁判長を務めた最高裁大法廷の分限裁判で10対5で戒告処分を、また2001年に発覚した福岡高裁判事妻ストーカー事件では容疑者の夫である福岡高裁判事に2001年3月30日に長官として裁判長を務めた最高裁大法廷の分限裁判で12対3で戒告処分をそれぞれ決定した。2001年4月1日に司法行政文書の情報公開制度の実施に伴い、最高裁判所の保有する司法行政文書の開示等に関する事務の取扱要綱を施行した。2002年9月4日の最高裁の裁判官会議では、国家公務員の月給部分引き下げを求めた人事院勧告に関し、裁判官給与を在任中に減額できない憲法第80条の規定について、国家財政上の理由などで、やむを得ず立法、行政の公務員も減額される場合は全裁判官に適用される報酬の減額は身分保障などの侵害に当たらず許されることを決定した。2002年9月に郵便法事件の最高裁大法廷の裁判長として郵便業務従事者の過失により発生した損害賠償責任の免除規定について違憲判決を出した。
2024年11月27日、肺炎のため死去した。92歳没。死没日付をもって従二位に叙された。

## 略歴
- 1951年 兵庫県立兵庫高等学校卒業。
- 1955年 京都大学法学部卒業。司法修習生となる。
- 1957年 判事補任官。その後、岡山地裁・家裁、大分地裁・家裁、裁判所書記官研修所、函館地裁・家裁で勤務。
- 1967年 函館地裁・家裁判事
- 1969年 裁判所書記官研修所事務局長
- 1972年 最高裁民事局第三課長、同第一課長兼第三課長
- 1976年 東京地裁判事部総括
- 1980年 東京高裁事務局長
- 1983年 最高裁総務局長
- 1988年 甲府地裁・家裁所長
- 1989年 東京高裁判事部総括
- 1991年 司法研修所長
- 1994年 福岡高裁長官
- 1997年3月10日 最高裁判事
- 1997年10月31日 三好達長官の退官に伴い、最高裁長官に就任。
- 2002年11月3日 定年退官。
- 2005年4月29日 桐花大綬章を受章[6]。
- 2024年11月27日 肺炎のため、死去した[3][4]。92歳没。

## その他
- 裁判官出身の最高裁長官のうち、最高裁黎明期である初代長官の三淵忠彦を除けば、東京高裁もしくは大阪高裁長官を経験せずに長官となった例は山口と寺田逸郎だけである。